# 苏埃罗斯
苏埃罗斯，是西班牙安达卢西亚自治区科尔多瓦省的一个市镇。总面积42平方公里，总人口852人（2001年），人口密度20人/平方公里。